# Жванецький договір
Жванецький договір — договір між  польським королем  Яном II Казимиром з одного боку й  кримським ханом  Іслам-Гіреєм і гетьманом  Богданом Хмельницьким з іншого боку укладений в грудні 1653 року в місті Жванець.

## Передумови
Після дезорганізації польського війська в листопаді — на початку грудня 1653 року під  Жванцем (недалеко від Хотина на лівому березі річкиДністер) викликаного низкою факторів (голод, холод і, як наслідок, низький моральний дух), польські загони опинилися перед перспективою бути знищеними загонами  Богдана Хмельницького. Проте союзники Хмельницького — татарське військо під керівництвом кримського хана  Іслам-Гірея — фактично змусили загони Хмельницького до укладення миру.

## Результати договору
Король  Ян Казимир дозволив кримському  хану грабувати  Україну протягом сорока днів і брати ясир, проте не  польське населення.
Польська сторона, надавши ряд заручників із дворянських родин, змогла запобігти повному знищенню свого війська, що знаходилося в облозі в місті Жванець.
Татарські загони отримали від  Яна II Казимира право здійснювати набіги на території не тільки в середній течії  Дніпра й на  Волині, а й набагато північніше, де їх загони не бували більше двох століть.
Договір знову повертав умови  Зборовського договору замість укладеного  Білоцерківського договору 1651 року.
Також Жванецький договір звільняв козацького гетьмана від підпорядкування наміснику в безпосереднє підпорядкування короля Польщі і фактично звільняв від прямого підпорядкування королю Польщі  Київське,  Чернігівське і  Брацлавське  воєводства.

## Подальші події
8 січня 1654 р за підсумками  Переяславської Ради, території окреслені  Зборівським договором приєднувалися до  Московського царства.